# قلعة دومي زر (مقاطعة دالاهو)
قلعة دومي زر (بالفارسية: قلعه دومی زر) هي قرية تقع في كرمانشاه في إيران. يقدر عدد سكانها بـ 47 نسمة بحسب إحصاء 2016.